# Barbara Jonscher
Barbara Jonscher (*  16. April 1926 in Bydgoszcz; †  21. Oktober 1986 in Warschau) war eine polnische Malerin und Zeichnerin.

## Biografie
Barbara Jonscher studierte an der Staatlichen Hochschule für Bildende Künste in Danzig (1948–1951) und an der Akademie der Bildenden Künste in Warschau (1951–1954). Im Jahr 1955 nahm sie an der Nationalen Ausstellung junger bildender Künste „Gegen den Krieg – Gegen den Faschismus“ teil, der sogenannten „Arsenale“, dort erhielt sie eine Auszeichnung für Malerei und Zeichnung.
Sie konzentrierte sich auf verschiedene künstlerische Genres, wie Stillleben, Porträts (Porträt eines Mädchens, 1955) und Landschaftsmalerei.
Sie war ab 1955 Mitglied des Klubs des Krummen Rades.

## Auszeichnungen
- 1981: Jan-Cybis-Preis.[1]

## Einzelausstellung
- 2011: Barbara Jonscher. Malarstwo, Werkschau in der Reihe der Preisträger des Jan-Cybis-Preises im Museum des Oppelner Schlesiens[2]